# Grande-Bretagne aux Jeux olympiques d'été de 1996
La Grande-Bretagne, représenté par la British Olympic Association (BOA), a participé aux Jeux olympiques d'été de 1996 d'Atlanta (États-Unis). Les 300 athlètes britanniques (184 hommes et 116 femmes) ont participé à 175 rencontres dans 22 sports. Avec une seule médaille d'or, les jeux d'Atlanta ont conduit à la pire performance britannique lors de jeux olympiques d'été depuis l'édition 1952, terminant à la 36e position derrière la Belgique, l'Algérie et le Kazakhstan.